# Hannoversche Neueste Nachrichten
Die Hannoverschen Neuesten Nachrichten (HNN) waren eine Zeitung, die von 1946 bis 1949 in Hannover erschien und in der Hannoverschen Allgemeinen Zeitung aufging.

## Geschichte
Bereits 1888 erschien unter dem Titel »Hannoversche Neueste Nachrichten« ein Blatt, das jedoch 1894 von den Gebrüdern Jänecke angekauft und mit dem »Hannoverschen Courier« verschmolzen wurde. Nach dem Zweiten Weltkrieg lizenzierte die Militärregierung am 3. Juli 1946 die HNN ausdrücklich als Organ der bürgerlichen Parteien CDU, FDP und Niedersächsische Landespartei (NLP) (der späteren Deutschen Partei). Lizenznehmer war unter anderem Henri Nannen (bis zum 31. Dezember 1946). Einen Monat später erschien am 3. Juli 1946 die Erstausgabe, gedruckt im Anzeiger-Hochhaus.
Auf Anweisung der Nachrichtenkontrolle der Militärregierung wurde die HNN ab dem 1. Januar 1947 ausschließlich zur Parteizeitung der CDU (mit einer Auflage von zuletzt rund 122.000 Exemplaren).
Im August 1949 fusionierte die HNN mit der in Celle erscheinenden und der NLP nahestehenden Deutschen Volkszeitung (Auflage 90.000), die ab dem 5. April 1949 von der zu Madsack gehörenden Verlagsgesellschaft Land und Garten in Hannover gedruckt wurde, zur Hannoverschen Allgemeinen Zeitung.